# Henry Gellibrand
Henry Gellibrand   (Londres, 17 de novembre de 1597 - Londres, 16 de febrer de 1637) va ser un astrònom i matemàtic anglès.

## Vida i obra
Gillebrand va estudiar a la universitat d'Oxford en la qual va trabar amistat amb Henry Briggs i amb John Bainbridge i es va graduar el 1623. El 1626 va ser escollit professor del Gresham College, càrrec que sorprenentment va deixar el 1636, per morir uns mesos després a començaments de 1637.
Després de la mort de Briggs el 1630 va emprendre la tasca d'acabar al seva obra magna, la Trigonometria Britannica, que va publicar el 1633. El llibre conté una taula amb el sinus (amb catorze decimals exactes), les tangents i les secants (amb deu decimals) i els logaritmes de les tangents (amb onze decimas) de cada centèsima de grau. La seva introducció constava de dues parts: explicacions (pàgines 1-60) i aplicacions (pàgines 61-110); aquesta segona part va ser escrita per Gillebrand.
Tot i que va publicar altres llibres, el fet pel qual és més recordat és per haver estat el primer en postular la variació en el temps de la declinació magnètica en uns treballs seus de 1634 i 1635 titulats Appendix Concerning the Longitude. i A Discourse Mathematical on the Variation of the Magneticall Needle, respectivament. Altres autors ja havien trobat anomalies, però les havien atribuït a errors de mesura.
De totes formes la obra seva que va tenir més difusió va ser An epitome of the art of navigation, un llibre publicat molts anys després de la seva mort, però escrit entre 1630 i 1634.